# Ібіса (футбольний клуб)
«Уніон Депортіва Ібіса» (ісп. Unión Deportiva Ibiza) — іспанський футбольний клуб з міста Ібіса на Балеарських островах, заснований у 2015 році. В даний час він грає в Сегунді, другому дивізіоні Іспанії і проводить домашні матчі на стадіоні «Кан Міссес» місткістю 4500 місць.

## Історія
«Ібіса» була заснована в 2015 році, замінивши собою клуб «Ібіса-Еівісса», який припинив існування 2010 року. У червні 2017 року клуб перейшов у Терсеру, четвертий дивізіон країни, перед цим провівши два сезони у регіональній лізі.
7 серпня 2018 року після того, як Королівська іспанська футбольна федерація заблокувала участь клубу «Лорка» у Сегунді B, «Ібіса» виплатила борги клубу та домоглася адміністративного підвищення до третього дивізіону.
У сезоні 2019/20 клуб вперше брав участь у Кубку Іспанії. У цьому турнірі «Ібіса» дійшла до 1/16 фіналу, перемігши «Понтеведру» та «Альбасете» і поступившись «Барселоні» з рахунком 1:2.
23 травня 2021 року «Ібіса» вперше в історії вийшла в Сегунду, перемігши клуб «УКАМ Мурсія» в останньому матчі плей-оф.

## Стадіон
«Ібіса» грає на муніципальному стадіоні Кан Міссес, відкритому в 1991 році і вміщує 10 000 глядачів. Нині місткість поля зменшено до 4500 глядачів.

## Тренери
- 2015—2017: Хуан «Буті» Ібаньєс[4][5]
- 2017: Давід Поррас[6][7]
- 2017—2018: Тоні Амор[8][9]
- 2018: Франсіско Руфете[10]
- 2018: Антоніо Мендес[11][12]
- 2018—2019: Андрес Палоп[13][14]
- 2019—2020: Пабло Альфаро
- 2020—2021: Хуан Карлос Карседо
- 2021—2022: Пако Хемес
- 2022—: Хав'єр Бараха

## Титули
- Сегунда Дивізіон КІФФ
  - Чемпіон: 2020/21
- Чемпіонат Ібіси-Форментери
  - Чемпіон: 2016/17

## Статистика

### Статистика виступів
| Сезон   | Ліга                       | Чемпіонат | Кубок | Примітки                     |
| ------- | -------------------------- | --------- | ----- | ---------------------------- |
| 2015/16 | Чемпіонат Ібіси-Форментери | 4         |       |                              |
| 2016/17 | Чемпіонат Івіси-Форментери | 1         |       | Перше підвищення у Терсеру   |
| 2017/18 | Терсера                    | 3         |       | Перше підвищення у Сегунду B |
| 2018/19 | Сегунда B                  | 6         |       |                              |
| 2019/20 | Сегунда B                  | 2         | 1/16  | Перша участь у кубку Іспанії |
| 2020/21 | Сегунда B                  | 1         | 1/16  | Перше підвищення у Сегунду   |
| 2021/22 | Сегунда                    | 15        | 1/32  |                              |
| 2022/23 | Сегунда                    |           |       |                              |

### Участь у Кубку Іспанії
| Сезон   | Раунд | Суперник          | Рахунок        |  |
| ------- | ----- | ----------------- | -------------- |  |
| 2019/20 | 1/64  | Понтеведра        | 2:0            |  |
| 2019/20 | 1/32  | Альбасете         | 1:1 (5:3 пен.) |  |
| 2019/20 | 1/16  | Барселона         | 1:2            |  |
| 2020/21 | 1/64  | Компостела        | 2:1 (д.ч.)     |  |
| 2020/21 | 1/32  | Сельта            | 5:2            |  |
| 2020/21 | 1/16  | Атлетік (Більбао) | 1:2            |  |
| 2021/22 | 1/64  | Бреа              | 2:0            |  |
| 2021/22 | 1/32  | Понферрадіна      | 1:2 (д.ч.)     |  |